# Мяки, Йони
Йони Мяки (фин. Joni Mäki) — финский лыжник, специализирующийся в спринте; серебряный призёр чемпионата мира 2021 года в командном спринте.

## Карьера
Йони Мяки дебютировал на этапах Кубка мира 1 марта 2014 года, заняв в спринтерской квалификации 94 место.
В личных гонках лучший результат Мяки 10 место в спринте в сезоне 2018/19 года.
24 января 2021 года на финише эстафетной гонки в рамках Кубка мира Йони Мяки подрезал российского лыжника Александра Большунова, после чего тот отмахнулся и ударил его палкой. После финиша Большунов врезался в финских лыжников. Российская команда с Александром Большуновым была дисквалифицирована из-за неспортивного поведения лидера российской сборной. Позже Большунову назначили испытательный срок на 5 гонок и оштрафовали на 2 тыс. франков.
28 февраля 2021 года Йони Мяки в паре с Ристоматти Хакола стал вице-чемпионом мира в командном спринте, опередив на финише российского лыжника Глеба Ретивых, выступавшего вместе с Большуновым.

## Результаты

### Олимпийские игры
| Олимпийские игры | Спринт | Командный спринт | 15 км | Скиатлон 15+15 км | Масс-старт 50 км | Эстафета |
| ---------------- | ------ | ---------------- | ----- | ----------------- | ---------------- | -------- |
| 2022 Пекин       | 4      | 2                | —     | —                 |                  | 6        |

### Чемпионаты мира по лыжным видам спорта
| Чемпионат мира  | Спринт | Командный спринт | 15 км | 15+15 км | 50 км | Эстафета |
| --------------- | ------ | ---------------- | ----- | -------- | ----- | -------- |
| 2019 Зефельд    | 13     | —                | 52    | —        | —     | —        |
| 2021 Оберстдорф | 13     | 2                | DNF   | —        | —     | 6        |